# Ángel Campos Pámpano
Ángel Campos Pámpano, né à San Vicente de Alcántara le 10 mai 1957 et mort le 25 novembre 2008 à Badajoz, est un poète, enseignant et traducteur estrémègne, défenseur de la littérature et la culture du Portugal.

## Biographie
Ángel Campos Pámpano a traduit en espagnol les principaux auteurs portugais du XXe siècle : Fernando Pessoa, Carlos de Oliveira, António Ramos Rosa, Eugénio de Andrade, José Saramago et Sophia de Mello Breyner Andresen.
Il a fondé et dirigé les revues littéraires Espacio/Espaço escrito et Hablar/Falar de Poesía, qui prétendaient servir de trait d’union entre les cultures et les littératures espagnole (et estrémègne) et portugaise. Ángel Campos Pámpano a également publié onze recueils de poésie.
Ángel Campos Pámpano a enseigné à Lisbonne. Il est surtout réputé pour ses traductions de Fernando Pessoa.

## Œuvre

### Poésie
- Materia del olvido (1986).
- La ciudad blanca (1988).
- Caligrafías (1989), avec le peintre Javier Fernández de Molina.
- Siquiera este refugio (1993).
- Como el color azul de las vocales (1993).
- De Ángela (1994).
- La voz en espiral (1998).
- El cielo casi (1999).
- El cielo sobre Berlín (1999), avec le peintre Luis Costillo.
- Jola (2004). Édition bilingue, avec des photographies d’Antonio Covarsí.
- La semilla en la nieve (2004).

### Traductions
- Fernando Pessoa, Odas/Odes de Ricardo Reis (1980).
- Antonio Ramos Rosa, Ciclo del caballo (1985).
- Mario Neves, La Matanza de Badajoz (1986).
- Carlos de Oliveira, Micropaisaje (1987).
- Fernando Pessoa, El marinero ; En la floresta del enajenamiento (1988).
- Eugénio de Andrade, El otro nombre de la tierra (1989).
- Antonio Ramos Rosa, Tres lecciones materiales (1990).
- Adolfo A. Ruy de Moura Belo, País posible (1991).
- Al Berto, Una existencia de papel (1992).
- José Saramago, El año de 1993 (1996).
- Mário de Sá-Carneiro, La confesión de Lucio (1996).
- Fernando Pessoa, Odas de Ricardo Reis (1998).
- Fernando Pessoa, Poesías completas de Alberto Caeiro (1997).
- Fernando Pessoa, Odas de Ricardo Reis (1999).
- Eugénio de Andrade, La sal de la lengua (1999).
- Fernando Pessoa, Un corazón de nadie : antología poética (1913-1935) (2001 y 2004).
- Eugénio de Andrade, Todo el oro del día (2004).
- Eugénio de Andrade, Materia solar y otros libros : obra selecta (1980-2002) (2004).
- Sofia de Melo Breyner Andresen, Nocturno mediodía : antología poética (1944-2001) (2004).